# العثور على التاميرا
العثور على التاميرا هو فيلم دراما تم إنتاجه في إسبانيا وصدر في سنة 2016. الفيلم من إخراج هيو هدسون وكتابة جوزيه لويس لوبيز ليناريز وأوليفيا هيتريد. من بطولة أنتونيو بانديراس وغلشيفته فراهاني.

## القصة
الفيلم يروي اكتشاف تاريخي للوحات من العصر الحجري في كهف ألتميرا في كانتابريا، إسبانيا، والجدل فيما بعد من كبار الشخصيات الدينية والعلمية لليوم.

## وصلات خارجية
- العثور على التاميرا على موقع IMDb (الإنجليزية)
- العثور على التاميرا على موقع ميتاكريتيك (الإنجليزية)
- العثور على التاميرا على موقع روتن توميتوز (الإنجليزية)
- العثور على التاميرا على موقع قاعدة بيانات الأفلام العربية
- العثور على التاميرا على موقع ألو سيني (الفرنسية)
- العثور على التاميرا على موقع أول موفي (الإنجليزية)
- العثور على التاميرا على موقع فيلمافينيتي (الإسبانية)
- العثور على التاميرا على موقع قاعدة بيانات الفيلم (الإنجليزية)
- العثور على التاميرا على موقع ليتربوكسد (الإنجليزية)
- العثور على التاميرا على موقع كينوبويسك (الروسية)